# Aloșînske, Horodnea
Aloșînske (în ucraineană Альошинське) este un sat în orașul raional Horodnea din regiunea Cernihiv, Ucraina.

## Demografie
Componența lingvistică a localității Aloșînske
     Ucraineană (94,68%)
     Rusă (3,19%)
     Belarusă (1,6%)
Conform recensământului din 2001, majoritatea populației localității Aloșînske era vorbitoare de ucraineană (94,68%), existând în minoritate și vorbitori de rusă (3,19%) și belarusă (1,6%).